# Prix littéraire Adrienne-Choquette
Le prix littéraire Adrienne-Choquette a été créé en 1981 par Simone Bussières pour reconnaître l'excellence du travail d'un auteur de nouvelles. Le nom du prix honore Adrienne Choquette, une pionnière de la nouvelle comme genre littéraire au Québec.
En 2000, la section de Québec de l'association Écrivains francophones d'Amérique (anciennement Société des écrivains canadiens) a relancé le prix. Celui-ci est décerné à un écrivain canadien de langue française pour un recueil de nouvelles publié au Canada. C'est au Salon international du livre de Québec que se fait la remise du prix. Depuis 2010, le prix est administré par le Centre Aude pour l'étude de la nouvelle (CAEN), sis au Cégep Garneau (Québec).

## Lauréats
- 1981 - Gaëtan Brulotte, Le Surveillant
- 1982 - Prix non attribué
- 1983 - Monique Proulx, Sans cœur et sans reproche
- 1984 - André Berthiaume, Incidents de frontière
- 1985 - Jocelyn Gagnon, Les Petits Cris
- 1986 - Prix non attribué
- 1987 - Claude-Emmanuelle Yance, Mourir comme un chat
- 1988 - Bertrand Bergeron,  Maisons pour touristes
- 1989 - Normand de Bellefeuille, Ce que disait Alice
- 1990 - Jean-Pierre Girard, Silences
- 1991 - Hugues Corriveau, Autour des gares
- 1992 - Prix non attribué
- 1993 - Bertrand Bergeron, Visa pour le réel
- 1994 - Esther Croft, Au commencement était le froid
- 1995 - Françoise Tremblay, L'Office des ténèbres
- 1996 - Prix non attribué
- 1997 à 1999 - suspension de l'attribution du prix
- 2000 - (ex aequo) Michel Dufour,  Les Chemins contraires et Nadine Bismuth,  Les gens fidèles ne font pas les nouvelles
- 2001 - Nicolas Dickner,  L'encyclopédie du petit cercle (L'instant même)
- 2002 - Radmila Zivkovic,  De la poussière plein les yeux (Trois)
- 2003 - Christiane Frenette,  Celle qui marche sur du verre (Boréal)
- 2004 - Suzanne Myre,  Nouvelles d'autres mères (Marchand de feuilles)
- 2005 - Mélanie Vincelette,  Qui a tué Magellan? et autres nouvelles (Marchand de feuilles)
- 2006 - Michael Delisle,  Le sort de Fille (Leméac)
- 2007 - Hélène Robitaille, Les cigales en hiver (L'instant même) (Mention d'honneur à Charles Bolduc pour Les perruches sont cuites, paru chez Leméac)
- 2008 - Esther Croft, Le reste du temps (XYZ)
- 2009 - Guillaume Corbeil, L'art de la fugue (L'instant même)
- 2010 - Stéphanie Kaufmann, Ici et là (L'instant même)
- 2011 - Agnès Gruda, Onze petites trahisons (Boréal)
- 2012 - Raymond Bock, Atavismes (Le Quartanier)
- 2013 - Charles Bolduc, Les truites à mains nues (Leméac)
- 2014 - Françoise Major, Dans le noir jamais noir (La Mèche)
- 2015 - Sylvie Massicotte, Avant d'éteindre (L'instant même)
- 2016 - Catherine Leroux, Madame Victoria (Alto) (Mention d'honneur à Annie Perreault pour L'occupation des jours, paru chez Druide)
- 2017 - Marie-Claude Lapalme, Le bleu des rives (Hamac/Septentrion) (Mention d'honneur à Chloé Savoie-Bernard pour Des femmes savantes, paru chez Triptyque)
- 2018 - Stéfanie Clermont,  Le Jeu de la musique (éditions Le Quartanier, 2017)[1]
- 2019 - Simon Brousseau, Les fins heureuses (Le Cheval d'août éditeur)
- 2020 - Geneviève Boudreau, La vie au-dehors (Boréal)
- 2021 - Natalie Jean, Le goût des pensées sauvages (Leméac)
- 2022 - Michael Delisle, Rien dans le ciel (Boréal)
- 2023 - Louis Carmain, Nuits portatives (vlb éditeur)
- 2024 - Alec Serra-Wagneur, Le silence des braises (La maison en feu)
- 2025 - Etienne Goudreau-Lajeunesse, "Cochoncetés" (Boréal)